# Aftrekaanval
Een aftrekaanval is een speciale aanvalstechniek in het schaakspel. Binnen een aftrekaanval spreekt men van een kopstuk en van een staartstuk. Het staartstuk valt indirect een vijandelijk stuk aan. Door het kopstuk weg te spelen wordt de aanval direct. De kracht van deze aanval zit in het feit dat men met het kopstuk een aanval kan uitvoeren op een ander stuk. Als dit het geval is en het ene aangevallen stuk kan niet worden verdedigd met het andere aangevallen stuk, dan gaat een van de twee verloren. 

## Aftrekschaak
Als het staartstuk schaak geeft na het wegspelen van het kopstuk wordt gesproken van aftrekschaak. Wordt met het kopstuk een stuk aangevallen, dan kan dat stuk niet vluchten of gedekt worden, want het is reglementair verplicht om schaak op te heffen. 
Als wit in diagram 1 1. Lb5+ speelt staat de zwarte koning schaak door de toren. Daarna kan wit de dame slaan met 2. Lxc4. De zwarte dame kan niet vluchten (behalve met 1. ... Da4 of 1. ... Da2, maar daar wordt de dame niet mee gered) en de aanvallende loper kan niet geslagen worden, want zwart staat schaak. Ook een tegenaanval, bijvoorbeeld 1. ... e2+, is niet mogelijk.  
Zelfs dubbel aftrekschaak is mogelijk, namelijk met en passant slaan, als beide betrokken pionnen tussen een aanvallend stuk en de vijandelijke koning staan. In diagram 2 speelt wit 1. c×b6 e.p.+(dubbel schaak met loper en toren).

## Onder beginners
Vooral onder beginnende schakers komt het voor dat een aftrekaanval niet wordt opgemerkt. De tegenstander speler kijkt of er iets gedreigd wordt met het stuk dat zonet verzet is, en ziet niet dat er een aanval met een staartstuk is ontstaan. Zelfs is het mogelijk dat beide spelers de aftrekaanval over het hoofd zien, en dan kan het gebeuren dat een speler gedurende enkele zetten schaak blijft staan - wat de partij ongeldig maakt.